# Thác Erawan
Thác Erawan (tiếng Thái: น้ำตกเอราวัณ) là một thác nước tại tỉnh Kanchanaburi cách Bangkok 129 km. Đây là thác đẹp nhất ở miền Trung Thái Lan. Bắt nguồn từ suối Monglai, dòng nước đổ xuống từ những ngọn đồi với độ cao 2000 m và chảy vào sông Khwae Yai. Thác được đặt theo tên con voi trắng ba đầu thần thoại sống trong rừng Himavarna. Để tham quan hết các tầng thác, phải mất ba tiếng đồng hồ.

## Xem Thêm
- Vườn quốc gia Erawan